# Wildwasserschwimmen
Wildwasserschwimmen bezeichnet das Schwimmen im Wildwasser. Es zählt durch das hohe Verletzungsrisiko zu den Extremsportarten.

## Entstehung
Entwickelt hat sich das Wildwasserschwimmen als Sportart innerhalb von Wasserrettungsorganisationen, parallel zum Wildwasserpaddeln und Rafting. Da mit den häufigeren Unfällen im Wasser auch vermehrt kompetente Rettungskräfte benötigt wurden, welche schwimmerische Qualifikationen benötigten und somit im Training stehen mussten.

## Ausrüstung
Aus Sicherheitsgründen empfiehlt es sich für Schwimmer im Wildwasser, Neoprenanzug, Rettungsweste und Schutzhelm zu tragen, weil Treibholz oder Unterwasserfelsen sonst zu Verletzungen führen könnten. Außerdem sind festes Schuhwerk und Handschuhe hilfreich.
Professionelle Canyoning Organisationen, wie die CIC, raten von dem Benutzen einer Schwimmweste im Wildwasser ab, da mit diesem zusätzlichen Auftriebskörper das rettende Abtauchen in Walzen erschwert oder gar unmöglich gemacht werden kann. Außerdem behindert eine Schwimmweste die Schwimmbewegungen.
Professionelle Veranstalter entscheiden den Einsatz der Schwimmweste anhand der ausgewählten Strecke.

## Wettkämpfe

### Geschichte
Zwischen 2008 und 2014 hat die Bodyrafting-Challenge - Internationale Deutsche Meisterschaften im Wildwasserschwimmen in Roppen in Tirol  stattgefunden. Im Juni 2011 wurden in Lienz in Tirol in Österreich die Weltmeisterschaften im Wildwasserschwimmen ausgerichtet.

### Ablauf

#### Bodyrafting-Challenge - Internationale Deutsche Meisterschaften im Wildwasserschwimmen
Der Wettkampf umfasst Trainingsläufe, Vorläufe, Zwischenläufe und Endlauf. Die Wettkampf-Kurslänge beträgt ca. zwei km, wobei die Wettkämpfer am Flussufer starten, dann  flussabwärts mit der Strömung schwimmen und alle ca. 500 m einen Kontrollpunkt an Land berühren müssen, bis das Ziel am Ufer wieder erreicht wird.

#### Whitewater Trophy - Weltmeisterschaft im Wildwasserschwimmen
Der Start erfolgt von der sieben Meter hohen Tagger-Lutz-Brücke. Die Strecke führt anschließend ca. 4,3 km über den Wildwasserfluss Isel durch das Stadtgebiet von Lienz. Neben drei Laufpassagen gilt es, Checkpoints zu passieren, den Stadtslalom zu bewältigen, den Fluss dreimal zu queren und einen weiteren Sieben-Meter-Sprung von einer Brücke zu bewältigen.